# Marienkapelle (Gräfenneuses)

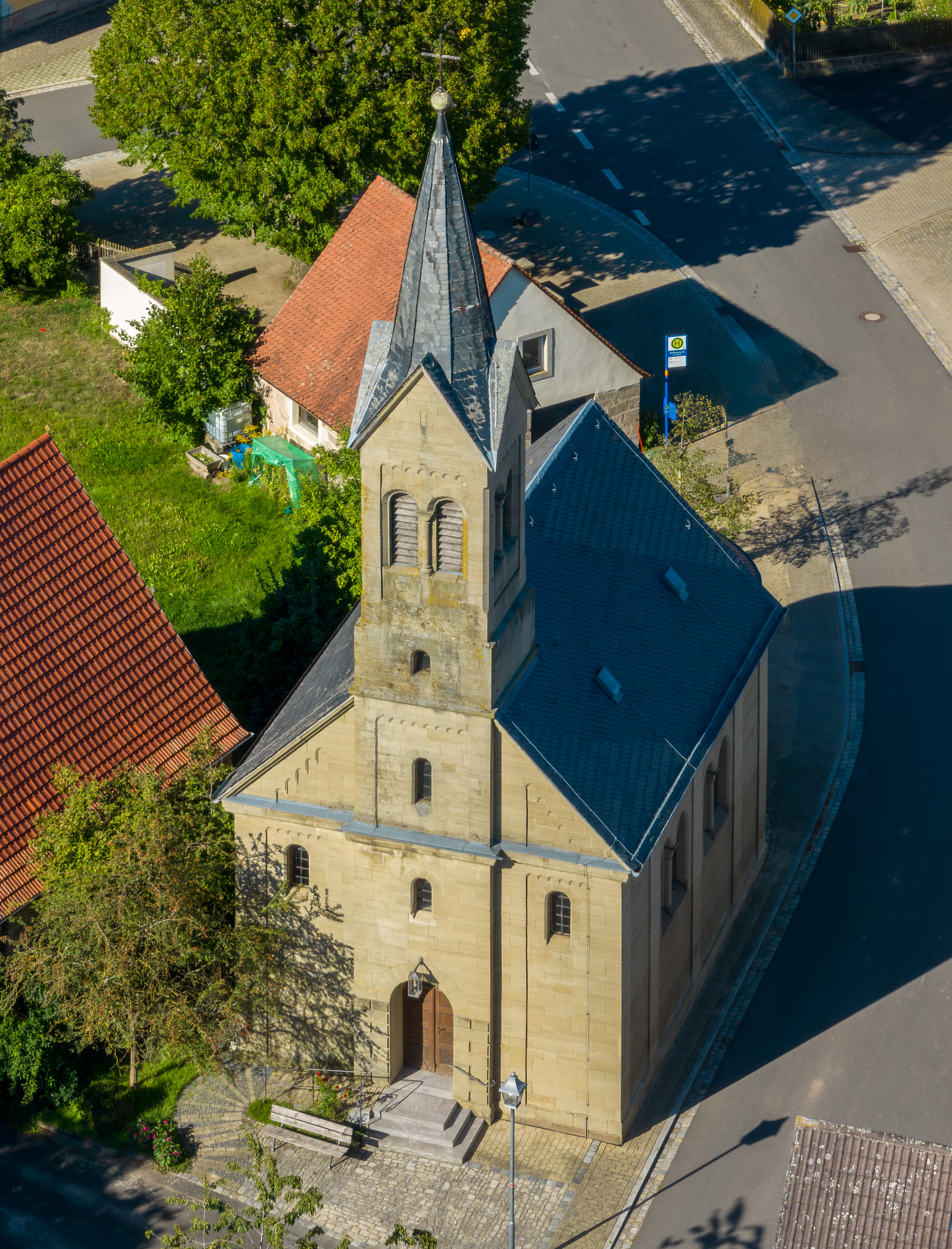
Die Marienkapelle in Gräfenneuses

Die Marienkapelle (geweiht als Beatae Mariae Virginis, deutsch Heilige Jungfrau Maria) ist eine ökumenisch genutzte Filialkapelle im Geiselwinder Gemeindeteil Gräfenneuses im unterfränkischen Landkreis Kitzingen. Das Gotteshaus ist in Privatbesitz und wird von Einwohnern des Dorfes unterhalten.

## Geschichte
Der Bau der Kapelle in Gräfenneuses geht auf die Initiative der Gräfenneuseser Bürgerschaft zurück. In der zweiten Hälfte des 19. Jahrhunderts richtete diese ein Gesuch an das Erzbistum Bamberg, um eine eigene Kirche im Ort zu erhalten. Die geringe Einwohnerzahl war allerdings der Grund dafür, dass die Bistumsverwaltung ablehnte. Daraufhin sprangen die acht wohlhabendsten Bauernfamilien von Gräfenneuses ein und finanzierten eine Kapelle in der Ortsmitte. Noch heute ist das Kirchlein im Besitz der Familien Bayer, Florian Dietmeyer, Josef Dietmeyer, Luckert, Rehberger, Rückel, Stöckinger und Wohlfahrt. Die Familien unterhalten die Marienkapelle und renovieren teilweise in Eigenleistung.
Zunächst war die Kirche als Simultankirche für die katholischen und die evangelischen Einwohner von Gräfenneuses geplant, zunächst wurde sie allerdings als rein katholisches Bethaus fertiggestellt. Bereits im Jahr 1886 konnte der Grundstein gelegt werden, es dauerte allerdings zwei Jahre, bis die Kapelle geweiht werden konnte. Vonseiten des Erzbistums Bamberg wurde auch die Weihe der Kirche abgelehnt. Deshalb wurde die Kapelle nicht vom eigentlich zuständigen Geiselwinder Ortspfarrer, sondern vom Bamberger Domkapitular i. R. Beck und den Pfarrern aus Kirchschönbach und Stadelschwarzach geweiht. Seitdem wurden mehrere Renovierungen an dem Gotteshaus vorgenommen. Heute ist sie Teil der Pfarrei St. Burkard in Geiselwind im Seelsorgebereich Steigerwald des Dekanats Bamberg. Die Kapelle wird von beiden Konfessionen genutzt.

## Architektur
Die Marienkapelle präsentiert sich als kleiner Saalbau. Sie wurde aus unverputzten Sandsteinquadern errichtet. Die Kapelle entstand im Stil der Neoromanik, wobei man sich für einen Rundbogenstil entschied. Die Westfassade wird vom kleinen Glockenturm dominiert. Er wurde viergeschossig ausgeführt. Das Gotteshaus wird durch ein auf der Westseite angebrachtes Rundbogenportal betreten. Es wird durch mehrere Rundbogenfenster belichtet, wobei diese am Langhaus und am Obergeschoss des Turms doppelbahnig ausgeführt wurden. Sowohl das Turmdach als auch das Langhausdach sind schiefergedeckt. Das Langhaus schließt mit einem Satteldach ab. Der Chor wurde als Halbrotunde ausgeführt. Die Gliederung der Kapelle übernehmen mehrere Pilaster, die ein umlaufendes Zahnschnittfries unterbrechen.

## Ausstattung
Die Gräfenneuseser Kapelle kann heute 72 Personen aufnehmen. Sie wird allerdings nur zu besonderen Anlässen geöffnet, unter anderem zur jährlich am 25. April stattfindenden Markusprozession. Die Ausstattung der Kapelle stammt aus den letzten Jahrzehnten des 19. Jahrhunderts. Der neuromanische Bau erhielt einen Neorenaissance-Altar, bei dem links die Heilige Kunigunde und rechts der Bamberger Bistumspatron Sankt Heinrich dargestellt ist. Die Kapelle wird vom Bayerischen Landesamt für Denkmalpflege als Baudenkmal eingeordnet.